# Nederlandse kampioenschappen schaatsen afstanden 1987 - 1000 meter vrouwen
De 1000 meter vrouwen op de Nederlandse kampioenschappen schaatsen afstanden 1987 werd gereden in januari 1987 in ijsstadion De Uithof in Den Haag. 
Er namen deze eerste editie 20 schaatssters deel. 

## Uitslag
| #      | Schaatser            | tijd    |
| ------ | -------------------- | ------- |
| Goud   | Petra Moolhuizen     | 1.26,17 |
| Zilver | Yvonne van Gennip    | 1.26,41 |
| Brons  | Christine Aaftink    | 1.27,90 |
| 4      | Marieke Stam         | 1.28,09 |
| 5      | Ingrid Haringa       | 1.28,32 |
| 6      | Alida Pasveer        | 1.28,92 |
| 7      | Els Meijer           | 1.29,04 |
| 8      | Boukje Keulen        | 1.29,50 |
| 9      | Mariska Hekkers      | 1.29,88 |
| 10     | Henriët van der Meer | 1.29,88 |
| 11     | Anja Bollaart        | 1.30,36 |
| 12     | Anita Loorbach       | 1.30,41 |
| 13     | Grietje Mulder       | 1.30,42 |
| 14     | Ina Steenbruggen     | 1.30,86 |
| 15     | Erna Uitham          | 1.31,12 |
| 16     | Jolanda Grimbergen   | 1.31,13 |
| 17     | Marga Preuter        | 1.31,47 |
| 18     | Petra Grimbergen     | 1.31,96 |
| 19     | Tanja Wilhelm        | 1.33,72 |
| 20     | Tineke Hulzebosch    | 1.34,99 |

Uitslag
1987 · 
1988 · 
1989 · 
1990 · 
1991 · 
1992 · 
1993 · 
1994 · 
1995 · 
1996 · 
1997 · 
1998 · 
1999 · 
2000 · 
2001 · 
2002 · 
2003 · 
2004 · 
2005 · 
2006 · 
2007 · 
2008 · 
2009 · 
2010 · 
2011 · 
2012 · 
2013 · 
2014 · 
2015 · 
2016 · 
2017 · 
2018 · 
2019 · 
2020 · 
2021 · 
2022 · 
2023 · 
2024 · 
2025